# Davey Suicide
Davey Suicide (с англ. — «Дэйви Самоубийство ») — американская индастриал-метал/хэви-метал-группа из Лос-Анджелеса. Была основана в 2010 году вокалистом Дэйви, после его ухода из предыдущей группы Trauma DeVille. Единственный релиз самой же Trauma DeVille был позднее переиздан Дэйви как сольник, под названием «The Day My World Changed», который, однако, не входит в официальную дискографию данной формации с названием Davey Suicide.

## История
Davey Suicide в своём изначальном составе стали давать первые концерты в 2011 году. Музыка обладала характерным для индастриал-метала звучанием, с преобладанием клавишных, низко настроенных гитар и надрывного вокала. Учитывая характерную лирику и мрачный сценический образ участников, стиль группы можно также причислить к готик-металу, однако звучание и характер композиций на примере дебютного альбома позволяет отнести группу и к другим различным жанрам, таким как хэви-метал и альтернатива. Как объясняет Дэйви — название — это метафора — «„Самоубийство“ является постоянным напоминанием о том, что если мы не убиваем себя, то нет потолка для того, на что мы способны». Суть названия также в довольно саркастичной манере разъясняется в интерлюдии «Professor Asshole» с дебютного альбома. Davey Suicide по звучанию и имиджу часто сравнивают с Marilyn Manson, сам же Дэйви называет Мэнсона одним из своих вдохновителей, наряду с Эминемом и Экслом Роузом из Guns N' Roses. Название композиции «The Hole is Where the Heart is» альбома «World Wide Suicide» — это отсылка к тексту из «If I Was Your Vampire» Мэрилина Мэнсона.
«Основы того, что я хочу донести — вторые шансы, вера в себя и становление собственной личности», — заявляет фронтмен. «Я даю слушателям песни с глубоким смыслом, насколько глубоко они проникнутся ими — зависит только от них самих».
В начале пути в группе играли бывшие участники Murderdolls Эрик Гриффин (гитара) и Бен Грэйвз (ударные), однако вскоре они покинули группу и на их место пришли Ashes (гитара, ex-Static-X) и Дрэйвен Дэвидсон (ударные, ex-Static-X). Музыкальное видео на композицию «Kids of America» было снято с участием Ashes и Фрэнки Сила (бас, ex-Static-X), но в записи второй пластинки «World Wide Suicide» они не участвовали, вместо них на смену пришли гитарист Майки Алферо (Violent New Breed, ex-New Years Day) и басист Брент Эшли (Combichrist, ex-Static-X). Однако через некоторое время эти музыканты покинули группу. Гитарист Niko Gemini (Николай Демидов) присоединился к группе как туровый музыкант в конце 2014, в рамках «The Reckoning Tour» группы Blood On The Dance Floor, в котором Davey Suicide принимали участие. Вскоре Нико был принят как постоянный участник группы, а место басиста занял Дерек Обскура. Партии гитары и ударных для первых двух альбомов Дэйви записывал самостоятельно.
Группа ездила в тур со многими известными коллективами, среди которых Static-X, Combichrist, Twiztid, Ill Niño, New Years Day, Wednesday 13, Jeffree Star, William Control, Orgy и многие другие.
Весной 2016 года группа участвовала в «Juggalo Invasion Tour» с хорроркор группой Twiztid, а также впервые в собственном туре «Anti-System Revolution». Вскоре было объявлено, что релиз третьего альбома группы под названием «Made From Fire» состоится 24 марта 2017 года.
26 августа 2016 года группа выпускает видео на новый сингл, под названием «Rise Above».
В декабре 2016 года Дэйви объявил в своем профиле в инстаграм о запуске страницы на сайте Patreon, где за ежемесячную платную подписку можно было получать эксклюзивный бонусный контент от Дэйви, закрытую информацию и уникальный мерч, тем самым материально поддерживая музыкантов на добровольной основе.
28 января 2017 года выходит второй сингл с грядущего альбома «Made From Fire» под названием «No Angel», а днем раньше альбом стал доступен для предзаказа. Также обновился мерч группы.
17 февраля 2017 года группа выпустила видео на песню «Too Many Freaks».
24 марта 2017 года группа выпустила третий LP «Made From Fire».
Новейший альбом коллектива под названием «Rock Aint Dead» был представлен 24 января 2020, в тот же день вышел клип на композицию Animal в коллаборации с Густавом Вудом из Young Guns.

## Конфликт с лейблом Standby Records
10 августа 2016 года фронтмен группы Дэйви на YouTube-канале группы опубликовал видео, где он просит поддержать группу в сложной ситуации, которая сложилась из-за недобросовестности лейбла Standby Records.
По словам Дэйви, после заключения контракта в 2011 году лейбл не заплатил группе за выпуск EP, 1-го, 2-го альбомов и клипов, не поддерживал группу в турах и промоушене, нарушив все условия контракта, продал права на мерч другой компании без ведома Дэйви, присвоив себе все деньги после сделки.
Группа Davey Suicide, при участии адвоката, направила лейблу уведомления о невыполнении условий контракта и потребовала компенсацию в размере 58 000 $ за выпуски первого и второго альбомов, приняв решение разорвать договор со Standby Records, но лейбл никак не реагировал на это. По прошествии некоторого времени, несмотря на все свои незаконные действия, компания выставила встречные безосновательные обвинения Дэйви за нарушение с его стороны за 2012 год (которое уже давно было устранено, но лейбл об этом забыл), после чего были удалены почти все клипы Davey Suicide с YouTube, разосланы письма от имени компании, запрещающие менеджменту Дэйви, компании интернет-мерчандайзинга, BlankTV и Брайану Старзу использовать материалы Davey Suicide, а также лейбл пытался помешать группе выпустить новую музыку. Это происходило в то время, пока группа была на Anti-System Revolution туре весной 2016, а по возвращении домой Дэйви получил извещение о том, что Standby Records первыми подали на него в суд и требуют выплатить 50 000 $ за нарушение условий контракта. В суде лейбл заявил, что ничего не заработал от выпуска сингла и альбомов группы, а только понес большие убытки. Следующее заседание суда должно было состояться 3 августа, но было перенесено.
Вскоре после этого Дэйви записал видео, в котором рассказал, что на состоявшемся заседании суда иск группы был успешно удовлетворен и ранее удаленные видео стали постепенно возвращаться на YouTube-канал группы, а официальный мерч стал снова доступен. По большей части Дэйви поблагодарил фанатов и коллег по музыкальной сцене за помощь и поддержку в сложившейся ситуации, а также посоветовал начинающим группам проявлять должную осмотрительность при заключении контракта с лейблом. Релиз альбома «Made from Fire» был также отложен до 2017 года, так как группа не исключает возможности заключения контракта с новым лейблом.

## Участники группы
Текущий состав
- Дэйви Суисайд (англ. Davey Suicide) — вокал (с 2011 — по настоящее время)
- Дерек Обскура (англ. Derek Obscura) — бас-гитара (2015 — по настоящее время)
- Нико Джеминай (англ. Niko Gemini) — гитара (2014 — по настоящее время)
- Мартон Вересс (англ. Márton Veréss) — ударные (2019 — по настоящее время)

Бывшие участники
- Эрик Гриффин (англ. Eric Griffin) — гитара (2011—2013)
- Диего «Ashes» Ибарра (англ. Diego «Ashes» Ibarra) — гитара (2013)
- Бен Грэйвз (англ. Ben Graves) — ударные (2011—2013)
- Майки Алферо (англ. Mikey Alfero) — ударные (2013—2014)
- Фрэнки Сил (англ. Frankie Sil) — бас (2011—2013)
- Брент Эшли (англ. Brent Ashley) — бас (с 2013—2014)
- Дрэйвен Дэвидсон (англ. Drayven Davidson) — ударные (2013—2017)

Сессионные участники
- Томми Чиконе (англ. Tommy Ciccone) — бас («The Reckoning Tour»)
- Джеймс Деккер (англ. James Decker) — ударные (c 2017 — по настоящее время)

Другие участники
- Джаред «Needlz» Фаррелл (англ. Jared Farrell) — композитор, клавиши (2011—2017), композитор (2017 — по настоящее время)

## Дискография
Альбомы
| Название             | Год  |
| -------------------- | ---- |
| «Davey Suicide»      | 2013 |
| «World Wide Suicide» | 2014 |
| «Made From Fire»     | 2017 |
| «Rock Aint Dead»     | 2020 |

EP
- «Put Our Trust In Suicide» — (2012)

Синглы
- «Generation Fuckstar» — (2011)
- «Rise Above» — (2016)
- «No Angel» — (2017)
- «One of My Kind» — (2018)
- «Medicate Me» — (2019)
- «Rock Aint Dead» — (2019)

## Интересные факты
- Примечательно, что многие участники Davey Suicide параллельно играли в группе Static-X. Среди них ударник Дрэйвен Дэвидсон, гитарист Ashes, басисты Брент Эшли и Фрэнки Сил.
- В 2013 году по версии издания Alternative Press коллектив вошел в список «100 групп, которые вы должны знать»[16], а британский журнал Kerrang! включил их на 41 место в «Топ 50 рок-звезд в мире на сегодня»[17][неавторитетный источник].
- Гитарист Нико Джеминай (настоящее имя Николай Демидов) родом из России, г. Видное и до 2011 года играл в российской рок-группе Выход там! Нико является эндорсером Dean Guitars[18].
- Бывший ударник группы Дрэйвен Дэвидсон также является концертным участником группы Twiztid.
- Джеймс Деккер также является ударником рок-группы Stitched Up Heart.
- Вокалист Дэйви упоминает Axl Rose, Nine Inch Nails, Eminem и Marilyn Manson как наиболее повлиявших на его творчество музыкантов.
- У группы существует своя армия поклонников не только в США, но и за пределами, которые называют себя Suicide Nation.